# Штайнах (Нижняя Бавария)
Штайнах (нем. Steinach) — община в Германии, в Республике Бавария.
Община расположена в правительственном округе Нижняя Бавария в районе Штраубинг-Боген. Население составляет 2978 человек (на 31 декабря 2010 года). Занимает площадь 23,08 км².
Община подразделяется на 5 сельских округов.

## Население
По оценке на 31 декабря 2015 года население общины Штайнах составляет 3109 чел. 

| Дата      | 1840 | 1871 | 1900 | 1925 | 1939 | 1950 | 1961 | 1970 | 1987 | 2011 |
| --------- | ---- | ---- | ---- | ---- | ---- | ---- | ---- | ---- | ---- | ---- |
| Население | 1233 | 1323 | 1477 | 1691 | 1578 | 2350 | 1702 | 1753 | 2073 | 2911 |

| Год       | 1960 | 1970 | 1980 | 1990 | 2000 | 2009 | 2010 | 2011 | 2012 | 2013 | 2014 | 2015 |
| --------- | ---- | ---- | ---- | ---- | ---- | ---- | ---- | ---- | ---- | ---- | ---- | ---- |
| Население | 1678 | 1752 | 1855 | 2285 | 2790 | 2987 | 2978 | 2917 | 2937 | 2968 | 3028 | 3109 |